# April 1988
Portal Geschichte | Portal Biografien | Aktuelle Ereignisse | Jahreskalender | Tagesartikel

◄ |
19. Jahrhundert |
20. Jahrhundert
| 21. Jahrhundert

◄ |
1950er |
1960er |
1970er |
1980er
| 1990er | 2000er | 2010er | ►

◄ |
1984 |
1985 |
1986 |
1987 |
1988
| 1989 | 1990 | 1991 | 1992 | ►

◄ |
Januar 1988 |
Februar 1988 |
März 1988 |
April 1988 |
Mai 1988 |
Juni 1988 |
Juli 1988 |
►
Dieser Artikel behandelt aktuelle Nachrichten und Ereignisse im April 1988.

## Tagesgeschehen

### Sonntag, 3. April 1988
- Mogadischu/Somalia: Somalia und Äthiopien beenden als Ergebnis eines bilateralen Treffens hochrangiger Politiker ihre kriegerische Auseinandersetzung, die im Juli 1977 mit einer Invasion Somalias in die Ogaden-Wüste begann.[1]

### Sonntag, 10. April 1988

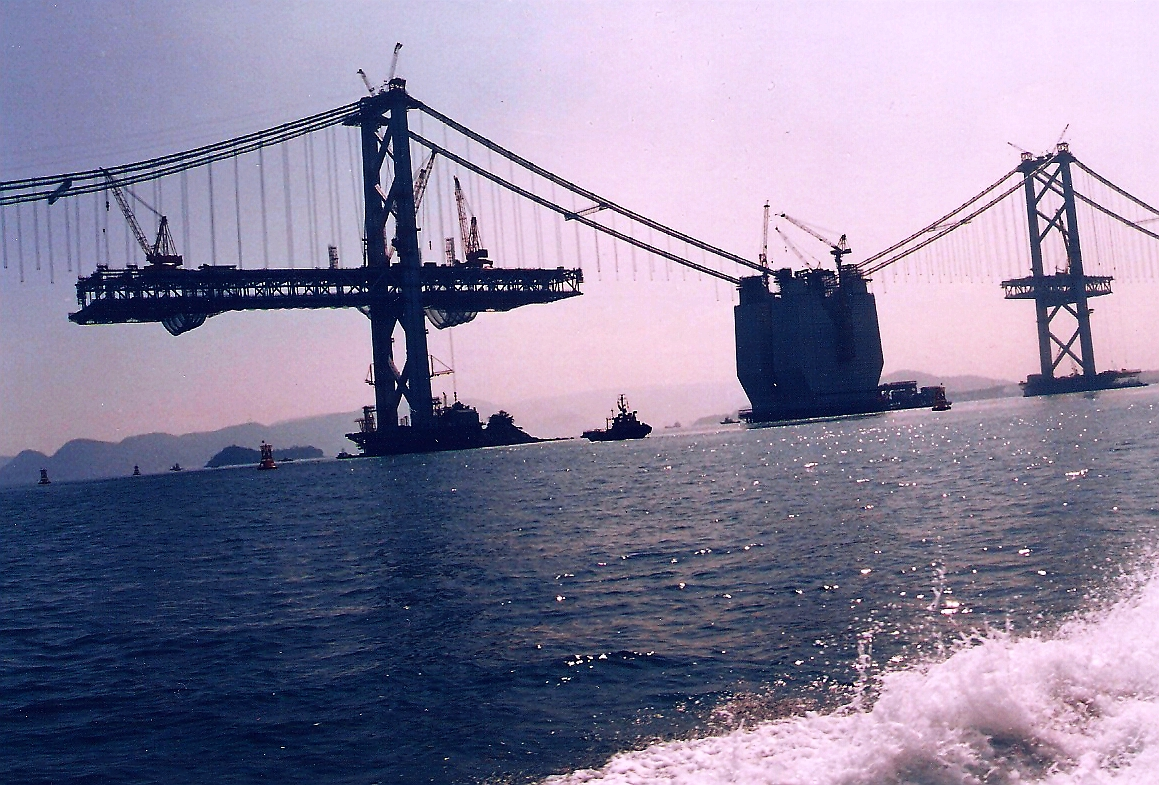
Eine der Brücken zwischen Honshū und Shikoku im Bau

- Honshū, Shikoku/Japan: Mit der Fertigstellung der letzten von fünf zweigeschossigen Brücken wird der Bau der ersten Straßen- und zugleich der ersten Eisenbahnverbindung zwischen der größten und der viertgrößten japanischen Insel abgeschlossen.[2]
- Rawalpindi/Pakistan: In einem Camp der Streitkräfte Pakistans explodiert nahe der Hauptstadt Islamabad der von den Vereinigten Staaten bereitgestellte Nachschub für die militärischen Operationen der islamistischen Mudschahidin, die in Afghanistan gegen die Herrschaft der kommunistischen Demokratischen Volkspartei kämpfen. Das Unglück verursacht den Tod einer unbekannten Zahl an Menschen.[3]

### Montag, 11. April 1988

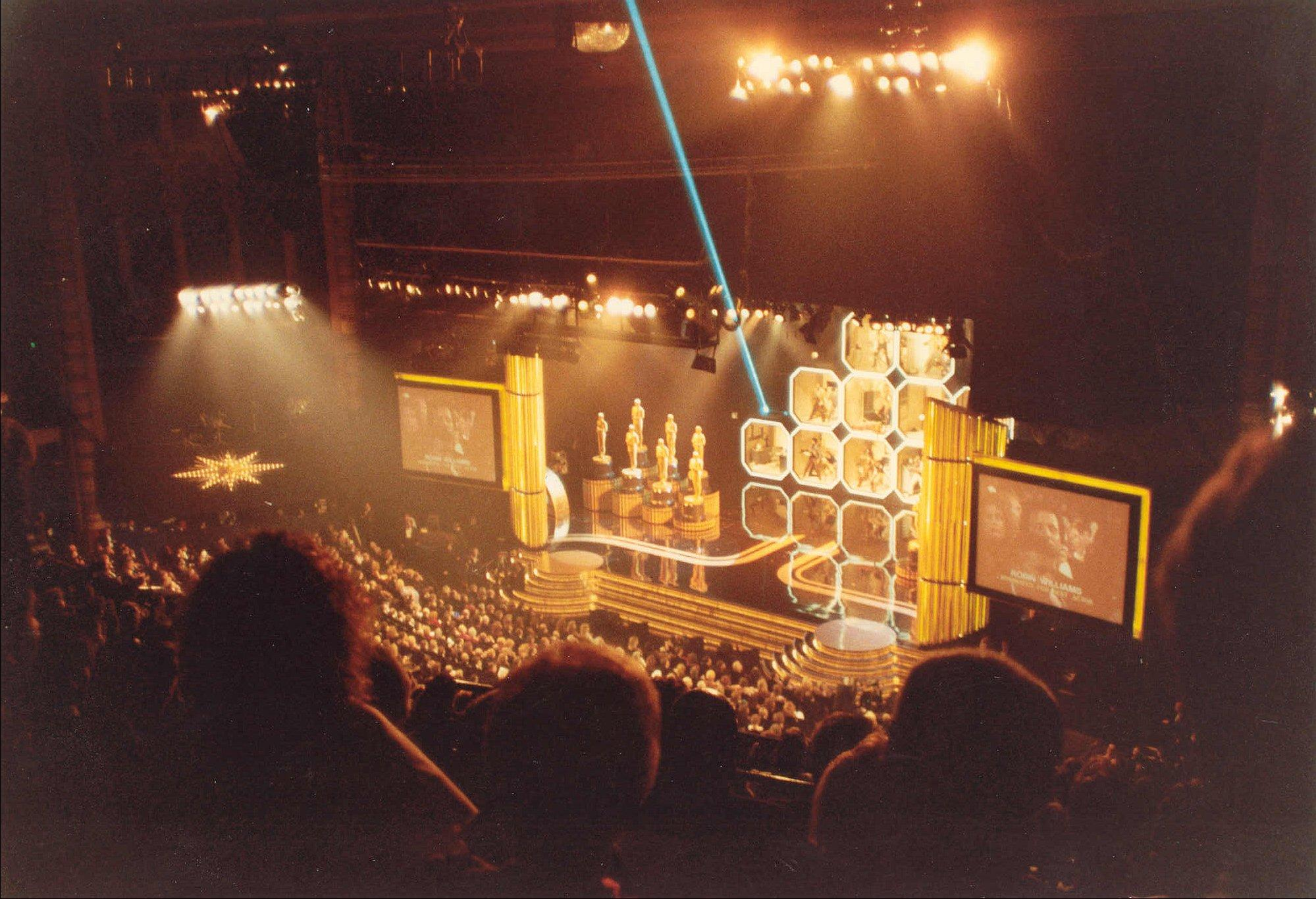
Verleihung der Academy Awards

- Los Angeles/Vereinigte Staaten: Bei den 60. Academy Awards der Filmbranche wird die britisch-französisch-italienische Co-Produktion Der letzte Kaiser von Regisseur Bernardo Bertolucci als bester Film prämiert. Damit geht der Preis für den besten Film des Jahres binnen sieben Jahren zum dritten Mal an eine europäische Produktion.[4]

### Donnerstag, 14. April 1988

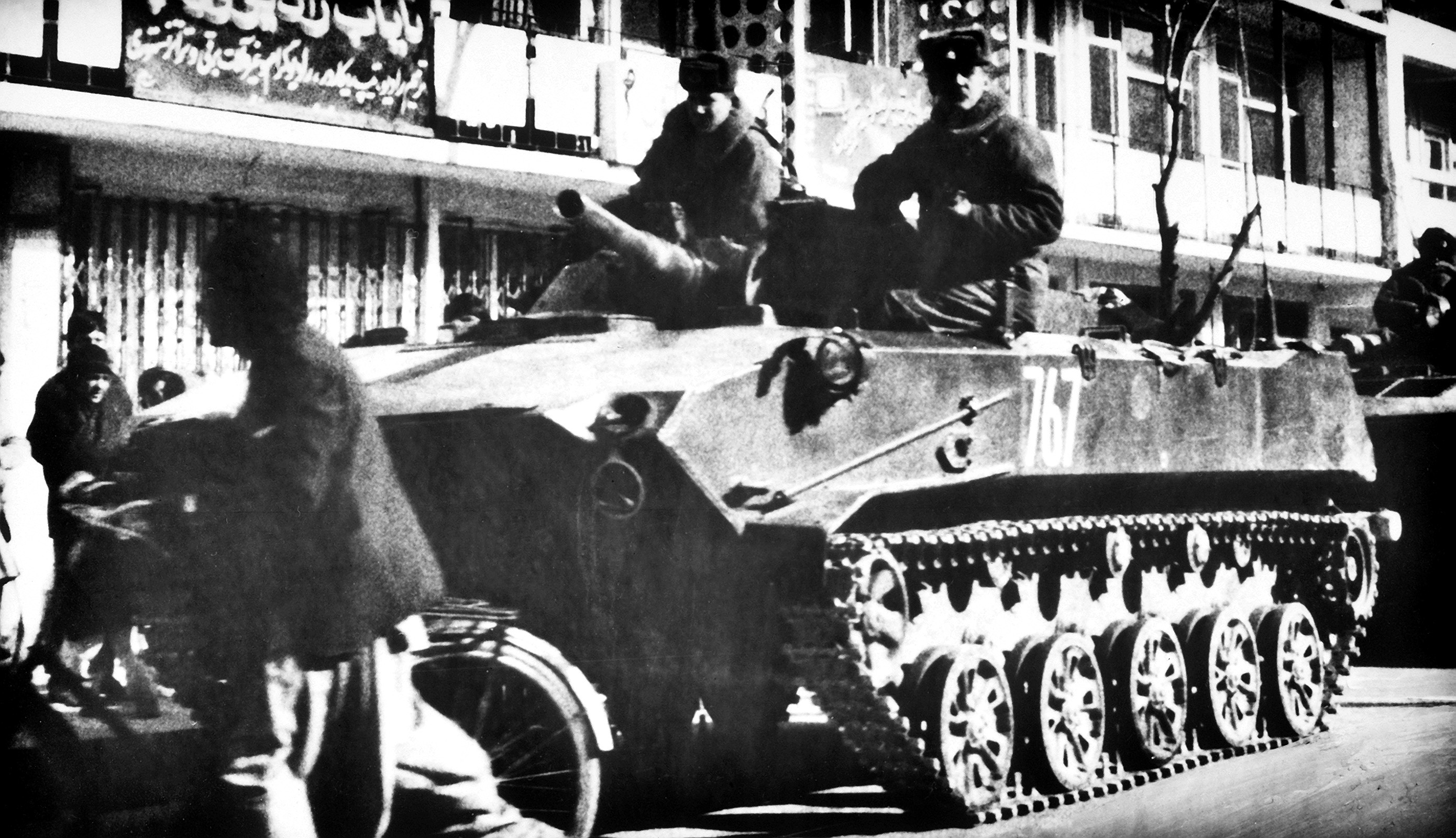
Präsenz der Roten Armee in Afghanistan

- Genf/Schweiz: Um ein geregeltes Ende der 1979 begonnenen sowjetischen Intervention in Afghanistan herbeizuführen, einigen sich die Regierungen von Afghanistan, Pakistan, der Sowjetunion und der Vereinigten Staaten auf einen Friedensvertrag, dessen wichtigster Bestandteil der Abzug der Roten Armee aus dem Land in Zentralasien ist.[5]
- Oświęcim/Polen: Erstmals versammeln sich jüdische Geistliche, mehrheitlich aus Israel, im Gedenken an die Opfer der Shoa am Ort des Geschehens zum „Marsch der Lebenden“.[6]

### Freitag, 15. April 1988
- Kabul/Afghanistan: Circa fünf Monate nach Inkrafttreten der neuen Verfassung lässt sich die Nationale Front in der zweiten Runde einer scheindemokratischen Parlamentswahl das Votum der wahlberechtigten Bevölkerung erteilen. Die Kontrolle über die Besetzung der Nationalen Front lag bei der regierenden Demokratische Volkspartei, die erstmals ein Kontingent für so genannte „moderate Mudschahidin“ auf der Liste einrichtete, doch jene boykottieren ausnahmslos die Wahl.[7]

### Samstag, 16. April 1988
- Tunis/Tunesien: Der Mitbegründer der terroristischen Vereinigung Palästinensische Befreiungsorganisation Chalil al-Wazir wird in seinem Haus erschossen. Er war auch Mitbegründer der 1959 gegründeten Organisation Fatah, deren Ziel die „komplette Befreiung Palästinas“ ist.[8]

### Sonntag, 17. April 1988
- Rotterdam/Niederlande: Der Äthiopier Belayneh Dinsamo stellt einen neuen Weltrekord im Marathon auf. Beim Rotterdam-Marathon absolviert er die 42,195 km in 2 Stunden 6 Minuten 50 Sekunden und unterbietet damit Carlos Lopes' Bestmarke aus dem Jahr 1985 um 22 Sekunden.[9]

### Montag, 18. April 1988

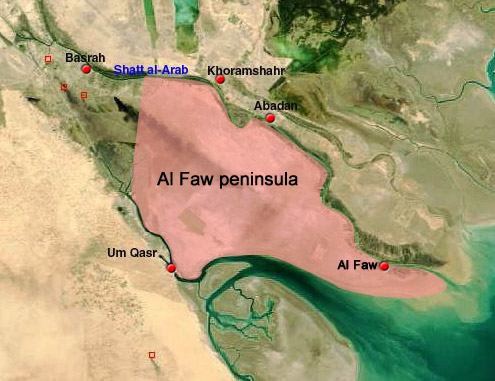
Links Kuwait, mittig der Irak mit der Stadt Umm Qasr, in Rosa die Halbinsel Faw und rechts der Iran

- Faw/Irak: Im Golfkrieg erobern die Streitkräfte des Irak bei etwa sechsfacher Überzahl gegenüber den Streitkräften des Iran die strategisch bedeutsame Halbinsel Faw bei Kuwait zurück und erlangen damit wieder die Kontrolle über die Stadt Umm Qasr mit ihrem Tiefwasserhafen. Der Iran eroberte die Halbinsel im Frühjahr 1986.[10]
- Persischer Golf: Die Streitkräfte der Vereinigten Staaten beginnen im so genannten „Tankerkrieg“ des Golfkriegs die Operation Gottesanbeterin mit Schlägen gegen Schiffe und Bohrplattformen des Iran. Vor vier Tagen fuhr die amerikanische Fregatte Samuel B. Roberts während der Eskorte für kuwaitische Öltankschiffe auf eine mutmaßlich von den Streitkräften des Iran gelegte Seemine.[11]

### Donnerstag, 21. April 1988
- Prag/Tschechoslowakei: Am 20. Jahrestag des Einmarschs der Truppen des Militärbündnisses Warschauer Pakt zur Liquidierung der Reformen der Kommunistischen Partei der ČSSR versammeln sich über 10.000 Demonstranten in der Hauptstadt und rufen u. a. den Namen des vor 20 Jahren abgesetzten Reformers Alexander Dubček.[12]

### Sonntag, 24. April 1988
- Paris/Frankreich: Im ersten Durchgang zur Wahl des Präsidenten der Republik Frankreich stimmen 34,1 % der Wähler für Amtsinhaber François Mitterrand von der Sozialistischen Partei und 20 % für Jacques Chirac von der RPR. Beide werden am 8. Mai in einer Stichwahl aufeinandertreffen.[13]

### Montag, 25. April 1988
- New York/Vereinigte Staaten: Der Sicherheitsrat der Vereinten Nationen (UN) fordert die UN auf, Maßnahmen zu ergreifen, damit sich die Tötung militärischer und politischer palästinensischer Führungspersonen durch Israel nicht wiederholt. Am 16. April ermordete ein israelisches Kommando in Tunesien den so genannten „Vater des Dschihad“ Chalil al-Wazir.[14]

### Samstag, 30. April 1988

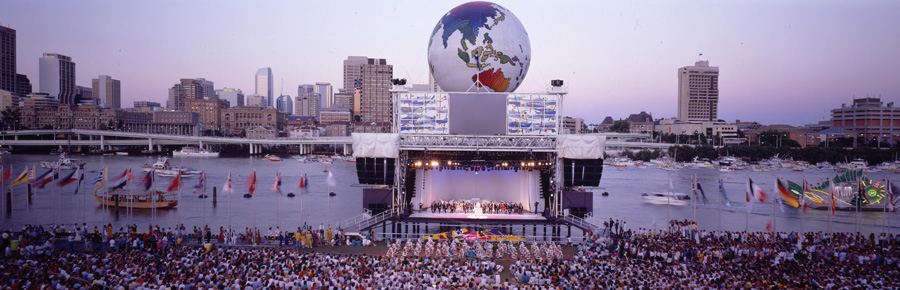
Expo in Brisbane

- Brisbane/Australien: Anlässlich der diesjährigen 200-Jahr-Feier Australiens beginnt die spezialisierte Weltausstellung Expo 1988 zum Thema „Vergnügen im Zeitalter der Technologie“. Es handelt sich um eine vom Bureau International des Expositions offiziell anerkannte Veranstaltung.[15]
- Dublin/Irland: Céline Dion gewinnt im Simmonscourt Pavilion der Royal Dublin Society für die Schweiz das Finale im 33. Grand Prix Eurovision de la Chanson.[16]

## Weblinks

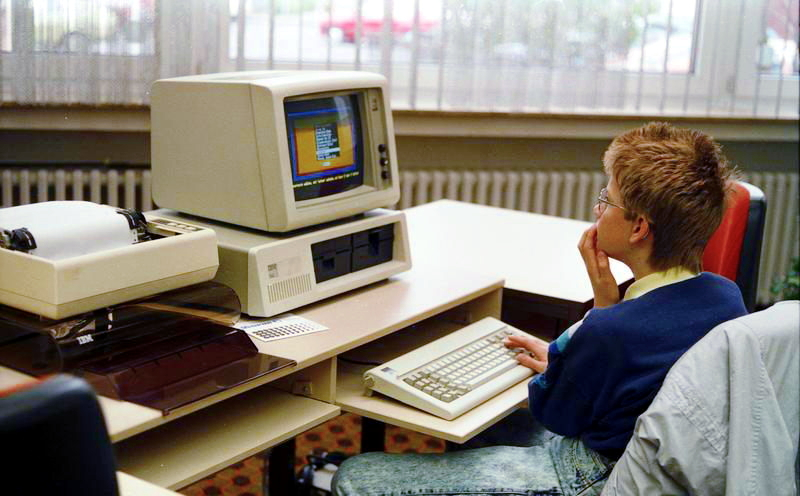
Nordrhein-Westfalen im April 1988